# 南京写真館
『南京写真館』（なんきんしゃしんかん、原題：南京照相館、英題：Dead To Rights)は、2025年の中華人民共和国の歴史劇映画で、申奧が監督を務め、劉昊然、王伝君、高葉、王驍などが出演している。映画は南京事件を背景に、戦乱の中で一群の民間人が写真館に逃げ込んで避難する様子を描いている

## 概要
1937年、中華民国の首都南京が日本軍に占領されたとき、南京事件の最中に郵便配達員の蘇柳昌は生き延びるために写真館の見習いを装った。日本軍の通訳である王広海の脅迫によって、蘇柳昌は撮影した写真を伊藤という日本軍の写真技師に現像させられ、「親善写真」と称して民衆を無理やり撮らせられたこともあった。その間、蘇柳昌は多くの国民革命軍や民間人を引き取り、写真館を臨時の避難所にした。日本軍の追跡を逃れるため、蘇柳昌は難民の脱出を助け、虐殺の証拠が残されたフィルムを世に公表した。当時、日本陸軍省の「新聞掲載事項許否判定要領」では「捕虜虐待の嫌疑を抱かせる」写真を掲載不許可と定めていた

## 出演者
| 出演者           | 役名                 | 備考 |
| ---------------- | -------------------- | --- |
| 劉昊然           | 蘇柳昌               | 中華郵政南京郵便局一区二組1213号配達員。日本軍侵攻時、自身を吉祥写真館の徒弟「阿泰」と偽り、写真館に避難 |
| 王驍             | 金承宗               | 吉祥写真館の店主                                                                                         |
| 高葉             | 林毓秀               | 脇役の女優。後に写真館に避難し、一時蘇柳昌と偽装夫婦を演じた                                             |
| 王真兒           | 趙宜芳               | 金承宗の妻                                                                                               |
| 楊恩又           | 金婉義               | 金承宗の長女                                                                                             |
| 周游             | 宋存義               | 南京戦中に徴用された警察。蘇柳昌が写真を現像中、弟の宋存礼が日本軍に虐殺される場面を目撃                 |
| 王傳君           | 王広海               | 日本軍の通訳                                                                                             |
| 原島大地         | 伊藤秀夫             | 日本軍の写真技師。祖父は日清戦争に参加                                                                   |
| 嚴東南           | 井上裕司             | — |
| 東伸治           | 黑島                 | 日本軍少佐、伊藤秀夫の上司                                                                               |
| 高橋伸彰         | 池田永友             | 途中で南京に派遣され、写真現像を担当                                                                     |
| 彭広             | 田中軍吉             | 日本軍第6師団大尉・中隊長                                                                                |
| 木地雅茂         | 野田毅               | 『百人斬り競争』を報じた少尉                                                                             |
| 林亮介           | 向井敏明             | 『百人斬り競争』を報じた少尉                                                                             |
| 木村政人         | 谷寿夫               | 日本軍第6師団中将・師団長                                                                                |
| 姚未平           | 松井石根             | 中支那方面軍司令官                                                                                       |
| 錢桂東           | 朝香宮鳩彦王         | 上海派遣軍司令官                                                                                         |
| 趙樹喜           | 長谷川清             | 支那方面艦隊司令長官                                                                                     |
| 楊皓宇           | 裁判官               | — |
| Apryl Mei Reagan | ミニー・ヴォートリン | 南京安全区で中国人を保護したアメリカ人宣教師                                                             |

## 映画のモデル
この映画の写真館のモデルになったのは、現在の估衣廊付近にあった華東写真館である。1938年初め、その館の見習いだった羅瑾は、アメリカ人宣教師ジョン・マギーが撮影して後方に送ったフィルムを偶然手にし、その写真フィルムに日本軍の殺害場面が記録されているのを発見した。羅瑾は命がけでそのフィルムを現像し、一部を写真帖にまとめた。その後、羅瑾は毗盧寺にあった汪兆銘政権警衛旅直属通信隊に入隊し、訓練を終えたあと写真帖を毗盧寺のトイレに隠していたが、1941年に同じく毗盧寺で訓練を受けていた呉連凱が見つけ出して隠し持った
1946年、日本の降伏後に「呉旋」と改名していた呉連凱は、国民政府が南京軍事法廷の戦犯裁判の証拠を集めていることを知り、長年隠してきた写真帖を臨時参議会に提出した。その写真帖は谷寿夫の証拠となり、のちに中国第二歴史档案館に保管された。1995年6月、羅瑾と呉旋は南京で再会した

## 評価

### 支持
この映画の内容と芸術的手法は中国大陸のメディアから称賛された。中国映画評論学会の事務局長・胡建礼は『北京晩報』のインタビューで、映画が成功した鍵は「大きな歴史、小さな切り口」という物語構造にあると評価した。つまり、壮大な叙事ではなく写真館という特定の空間に焦点を当て、観客が一般人の視点から感情移入できるようにして、物語をより強く響かせている。
揚子晩報傘下の紫牛ニュースも、監督が伝統的な英雄物語を排し、戦火の中にいる一般人に視点を定めた点を称賛した。映画評論家の陸支羽は、暴力シーンの扱いに優れた抑制を示し、流血の映像をあえて映さず、人物の反応に焦点を当てるといった映画的表現を用いていると評した。人物造形については、評論家の井润成が「近年の抗日戦争題材映画の中で最もリアルで、人間性を再現した作品だ」と称賛した。新京報は、これまでの南京事件題材映画と比べ、この作品は歴史、観客、市場を尊重しながら、最大多数の受け手を得られる撮り方を見出したと評した。
『北京晩報』と大公網によると、この作品は2025年夏の興行収入ランキングで首位を獲得しただけでなく、豆瓣では11万人のユーザーが8.6点の高評価を付け、年間の中国製劇場公開映画として最高記録を更新した。紫牛ニュースの報道によれば、多くの観客が自主的にSNSで推薦を行い、多くの親はこの映画を子どもへの「歴史啓蒙授業」とみなし、若い世代に民族が経験した苦難を伝えられると考えている。新華日報は、親子観賞層を多数引き付け、観ることから記憶し、継承するという価値の飛躍を実現したと分析した新華社と人民日報は短編映像を公開し、河南の9歳の子どもがこの映画を観た後、「帰宅後に自発的に自分が大切にしていた日本の漫画を破り捨てた」と伝えた。湖北日報は、若い世代にとってこの映画は「命に刻まれる歴史の授業のようだ」と評した。
一部の中国大陸の評論は、これは歴史虚無主義への正面からの反撃であり、事実に基づく映画こそが歴史を尊重するもので、いわゆる抗日神ドラマではないと主張している

### 批判
歴史テーマの映画が日中戦争80周年に合わせて相次いで公開されたことで、世論の反響も非常に強まった。フランス国際放送によると、中国のインターネット上では、子どもが映画の一部を見た後に日本のウルトラマン漫画カードを切り取る（実際にはこの作品は戦後に登場した）行為や、地図上の日本を叩く行為が始まり、日本国大使館が注意喚起の情報を出したり、外国人への街頭暴力事件が報告されたりするなど、歴史的な日本軍侵略批判とは無関係な行為が急増し始めた
メディア関係者は、作品中では当時の日本軍による捕虜への残虐行為の暴露にあまり触れず、「女性や子どもをいじめたり、雑用を押しつけたり、争いを起こす奇妙な場面」に重点を置いていると指摘した。日系台湾人で元『産経新聞』台北支局長の矢板明夫は「日本の歴史学者が既に映画には多くの問題があると指摘している」と述べ、これらの「軍事行動の常識に合わない」描写の多くは「伝聞や虚構」であり、当時の日本軍写真技師の記録スタイルと矛盾していると批判した。台北教育大学の李筱峰教授は社説で、自身がシンガポールで日本の学生が侵略の歴史を初めて知った後に「全員が恥と嫌悪の念を抱いて反省する様子」を見た経験を挙げ、中国の建国後の歴史封鎖への寛容と対比し、史実には選択性や偏りがあってはならず、各国が自己の束縛を打ち破って過去を正直に直視すべきだと総括した。そして公開後には日本文化全体へのレッテル貼りが「広範に」起こり、まだ台湾で未公開の段階にもかかわらず、一部では本作が「反日教育」を主に宣伝しているのではないかという議論が巻き起こった。
『環球時報』は社説で、これは元々歴史を記念しつつ芸術的に表現した作品で、表現手法には様々な見方や議論、進歩の余地があるのは当然だが、反ファシズムの歴史に対してこのような悪意ある扱いをすべきではないと主張した。芸術的議論の名目で歴史を歪め、「反日教育」というレッテルを貼る「ネットリンチ」は意図が卑劣だとし、本作の欠点が全体を否定するものではないことを称賛した。『南京写真館』は真に「反人種主義の重要な芸術作品」であり、全世界の人々が歴史の教訓を忘れないための作品であって、報復や民族主義を煽るものではなく、海外の好事家の中傷を拒否するものであると述べた。さらに、同作が世界の週末興行収入ランキングで首位に立った際の第二篇社説では「歴史を記憶するのは憎悪を継続させるためではなく、未来を切り開き、子孫が再び武力を交えないようにするためだ」といった、より穏健な外交的表現を強調した。また、その後の報道では日本についても肯定的に言及し、石破茂本人が8月4日に「保守派からの圧力で首相が戦後80周年談話の発表を見送るか検討した」という報道は誤りだと公に釈明したことや、同日に名古屋市長の広沢一郎が記者会見で南京事件を「否定できない事実だ」と述べた例などを挙げ、日本国内でも正しい戦後史観を維持しようとする勢力が消えていないことを認めた.
一部の作品批判を行ったネットユーザーが新浪微博で発言禁止処分を受けた。北京日報報業集団傘下の公衆号「長安街知事」は、これらのユーザーが歴史の記憶と反ファシズム映画を反日や対立煽動と中傷し、中国人に対する認知戦を里応外合で仕掛けているのではないかと批判するコメントを発表した。